# Plac Piastowski w Łodzi
Plac Piastowski – plac w Łodzi położony w dzielnicy Bałuty pomiędzy ulicami: Lutomierską, Bazarową i Rybną. Obecnie pełni funkcję skweru wypoczynkowego, jest to także teren zielony. Posiada cechy parku: rośnie tam dużo drzew oraz biegną alejki.

## Historia
Plac Piastowski swą historię zaczyna w 1902 roku. Powstały tam wtedy hale targowe ufundowane przez Giuseppe Tanfaniego, zięcia łódzkiego przemysłowca Juliusza Heinzla. Dlatego plac ten nazywał się wówczas Bazarowy. Zabudowania wokół placu zaprojektowane zostały przez Dawida Landego. Plac był podczas okupacji niemieckiej miejscem publicznych egzekucji w związku z położeniem na terenie Litzmannstadt Ghetto. Tablica pamiątkowa znajdująca się na placu upamiętnia tamte przykre wydarzenia. Nazwa placu została zmieniona po II wojnie światowej na cześć fundatora na Tanfaniego. Targowisko zostało zlikwidowane w 1956 roku, a w jego miejscu urządzono skwer.